# Hexalobus
Hexalobus é um género botânico pertencente à família Annonaceae.

## Espécies
- Hexalobus mossambicensis, N. Robson
- Hexalobus salicifolius, Engl. & Diels

1. ↑  «Hexalobus — World Flora Online». www.worldfloraonline.org. Consultado em 19 de agosto de 2020